# Ungleichung von Ottaviani-Skorokhod
Die Ungleichung von Ottaviani-Skorokhod ist eine stochastische Ungleichung innerhalb des Gebiets der Wahrscheinlichkeitsrechnung, welche auf die beiden Mathematiker Giuseppe Ottaviani und Anatoli Skorokhod zurückgeht. Sie bezieht sich auf endliche Familien von stochastisch unabhängigen reellen Zufallsvariablen und stellt ein nützliches Hilfsmittel für Beweise im Umfeld des Starken Gesetzes der großen Zahlen dar.

## Formulierung der Ungleichung
Der Darstellung von Heinz Bauer folgend lässt sich die Ungleichung angeben wie folgt:
Gegeben seien ein  Wahrscheinlichkeitsraum {\displaystyle (\Omega ,{\mathcal {A}},\operatorname {P} )} und darauf endlich viele unabhängige Zufallsvariablen {\displaystyle X_{1},\ldots ,X_{n}\colon (\Omega ,{\mathcal {A}},\operatorname {P} )\to \mathbb {R} \;(n\in \mathbb {N} )} 
 Sei hierbei für {\displaystyle i=1,\ldots ,n} 
{\displaystyle S_{i}=\sum _{j=1}^{i}{X_{j}}}
 gesetzt.
Dann ist für jeden Index {\displaystyle m=1,\ldots ,n} und für zwei reelle Zahlen {\displaystyle \epsilon >0} und  {\displaystyle \eta >0}
die Ungleichung
{\displaystyle \operatorname {P} {\bigl (}\max _{k=m,\ldots ,n}{|S_{k}|}>\epsilon +\eta {\bigr )}\cdot \min _{k=m,\ldots ,n}{\operatorname {P} {\bigl (}|S_{n}-S_{k}|\leq \epsilon {\bigr )}}\;\leq \;\operatorname {P} {\bigl (}|S_{n}|>\eta {\bigr )}} 
erfüllt.

## Folgerungen: Ein Satz von Lévy und weitere Korollare
Mit der Ungleichung von Ottaviani-Skorokhod lassen sich der folgende Satz des französischen Mathematikers Paul Lévy herleiten und einige Korollare herleiten.
Der lévysche Satz besagt:
Für jede unabhängige Folge reeller Zufallsvariablen  {\displaystyle {\bigl (}X_{n}{\bigr )}_{n\in \mathbb {N} }} folgt aus der stochastischen Konvergenz der Reihe {\displaystyle \sum _{n=1}^{\infty }{X_{n}}}   die fast sichere Konvergenz dieser Reihe.
Daraus erhält man folgendes Korollar:
Ist {\displaystyle {\bigl (}X_{n}{\bigr )}_{n\in \mathbb {N} }} eine unabhängige Folge reeller Zufallsvariablen mit
(1) {\displaystyle \sum _{n=1}^{\infty }{\operatorname {E} {\bigl (}{X_{n}}^{2}{\bigr )}}<\infty }
(2) {\displaystyle \operatorname {E} (X_{n})=0\;\;(n\in \mathbb {N} )}
so ist die Reihe  {\displaystyle \sum _{n=1}^{\infty }{X_{n}}} fast sicher konvergent.
Aus diesem Korollar gewinnt man dann unter Anwendung des kroneckerschen Lemmas unmittelbar das kolmogoroffsche Kriterium zum Starken Gesetz der großen Zahlen:
Ist {\displaystyle {\bigl (}X_{n}{\bigr )}_{n\in \mathbb {N} }} eine unabhängige Folge von integrierbaren reellen Zufallsvariablen mit
(*) {\displaystyle \sum _{n=1}^{\infty }{\frac {\operatorname {Var} {\bigl (}X_{n}{\bigr )}}{n^{2}}}<\infty }
so genügt die Folge dem Starken Gesetz der großen Zahlen.